# Gebo et l'ombre
Gebo et l'ombre é um filme luso-francês de 2012, dirigido, aos 103 anos, por Manoel de Oliveira, baseado na peça homónima de Raul Brandão. É uma reflexão sobre a miséria material e moral.

## Enredo
João (Ricardo Trêpa) é filho de Gebo (Michael Lonsdale) e Doroteia (Claudia Cardinale). Apesar da idade, Gebo mantém-se ativo como cobrador, enquanto sua esposa, uma humilde dona de casa, espera com ansiedade a volta de seu filho João. Gebo quer manter João longe da família e de sua esposa especialmente. Inesperadamente, a família toma um grande susto com a volta do filho, que tornou-se ladrão e desrespeita a tradição de honestidade da família.

## Elenco
- Michael Lonsdale - Gebo
- Claudia Cardinale - Doroteia
- Ricardo Trêpa - João
- Jeanne Moreau - Candidinha
- Luís Miguel Cintra - Chamiço
- Leonor Silveira - Sofia

## Prêmios
- Bienal de Veneza (Itália, 2012)
- Festival de Cinema de Abu Dhabi: Prémio Especial do Júri (Emirados Árabes Unidos, 2012)
- Festival Internacional de Cinema de Toronoto (Canadá, 2012]
- Mumbai Film Festival (Índia, 2012)
- Viennale  (Áustria, 2012)
- Festival de Cinema Europeu de Sevilha (Espanha, 2012)
- Cinemania (Canadá, 2012)
- Black Nights Film Festival (Estônia, 2012)
- Festival Internacional de Cinema do Mar del Plata (Argentina, 2012)
- MALBA – Semana de Cinema Português (Argentina, 2013)

## Produção
O filme foi rodado em 2011 em Paris, apesar de Oliveira ter em mente realizar A Igreja do Diabo primeiramente, concordou-se que O Gebo e a Sombra, era mais condizente com os tempos atuais. Apesar de passar-se no final do século XIX, o diretor focalizou os problemas da União Europeia e da crise econômica no longa-metragem.
O projeto de filmar a peça de Brandão, veio de um amigo do realizador que desafiou-o a fazer um filme sobre a pobreza, que fosse muito difícil de se fazer.
É notável também no filme o desrespeito das novas gerações pelo que foi construído antes pela tradição, representada na figura de Gebo, e o jogo de desonestidade do mundo moderno, onde o dinheiro impera. 